# Omar Chehade
Pour les articles homonymes, voir Chehade.
Chehade  Moya est un nom espagnol. Le premier nom de famille, en général paternel, est Chehade ; le second, en général maternel, souvent omis, est Moya.
Omar Chehade (en arabe : عمر كريم شحادة مويا, prononcé en espagnol : [tʃeˈxade]), né Omar Karim Chehade Moya le 8 novembre 1970 à Lima, est un avocat et homme politique péruvien. Il a pris part à l'enquête anti-corruption contre l'ancien président Alberto Fujimori et son assistant Vladimiro Montesinos, avant de devenir second vice-président du Pérou en 2011, pendant la présidence d'Ollanta Humala. En janvier 2012, il résigne de ses fonctions sous accusations de corruption.

## Biographie

### Jeunesse et éducation
Né en 1970, Omar Chehade fait ses études postsecondaires au Colegio Champagnat (es) à Lima. Il effectue par la suite des études en droit à l'université Inca Garcilaso de la Vega (en) de 1989 à 1995. Sa thèse de baccalauréat était sur les réformes sur la qualité de meurtre dans le code pénal péruvien. De 2003 à 2005, il est conseiller juridique affilié au rectorat de l'université nationale principale de San Marcos.

### Carrière en droit
De 2005 à 2008, Chehade est membre du conseil anti-corruption et est à la tête de l'unité d'extradition dans l'affaire de corruption de l'ancien président Fujimori et de son ancien chef du renseignement Montesinos. Il réussit à extrader Fujimori du Chili au Pérou, ce dernier étant finalement condamné à 25 ans de prison pour violations de droits humains en 2009. En 2008, il rejoint le cabinet d'avocats Omar Chehade & Torres la Torre à Lima.

### Carrière politique
De 2004 à 2007, Chehade est affilié au petit parti Fuerza Democrática. Aux élections générales péruviennes de 2011, il est colistier d'Ollando Humala pour le poste de second vice-président. Après la victoire de Humala, Chehade prend son poste promis le 28 juillet 2011. Il est en même temps élu membre du congrès pour la circonscription de Lima.
En novembre 2011, Chehade est accusé de corruption dans une affaire de vente de la plantation sucrière Andahuasi (en). La défense l'accuse d'avoir fait pression sur les généraux de police Arteta et Gamarra pour évincer les propriétaires d'Andahuasi (en) et ainsi permettre son acquisition par le Grupo Wong. Il aurait eu un souper peu avant avec plusieurs généraux, dont Arteta et Gamarra, et la défense a supporté qu'il en aurait discuté au souper. Il testifie devant le procureur général José Antonio Peláez Bardales (es) qu'il n'en sait rien et qu'il n'a fait qu'écouter leur conversation durant le souper. Il soutient aussi qu'il y était seulement pour remercier le général Raul Salazar pour son support dans sa campagne et qu'il ne connait pas les Wong ni les autres partis impliqués. Arteta aurait aussi nié l'implication de Chehade. Le 5 décembre 2011, le congrès le suspend de son poste de vice-président pour une durée de 120 jours à la suite de l'affaire de corruption, même si Chehade insiste sur son innocence. Le 16 janvier 2012, il annonce son intention de résigner de son poste de vice-président, après des pressions de la part du président pour qu'il résigne,. Il n'est finalement pas destitué de sa fonction de membre du congrès à la suite de son acquittement dans l'affaire de corruption, mais son refus d'avouer a été critiqué vivement. Il reste au congrès jusqu'aux élections de 2016.
Aux élections législatives péruviennes de 2020, l'ancien second vice-président se présente sous la bannière de l'APP pour Lima et est élu. Durant la première procédure de destitution de Martín Vizcarra (en), il se prononce en faveur de la destitution, mais ne vote finalement pour le retrait du président. Durant la seconde (en), lui et 104 autres membres du congrès vote pour la destitution du président. Chehade se représente aux élections de 2021 avec l'APP pour Lima, mais n'est pas élu.